# Escatologia (fisiologia)
|  | Per a altres significats, vegeu «Escatologia». |

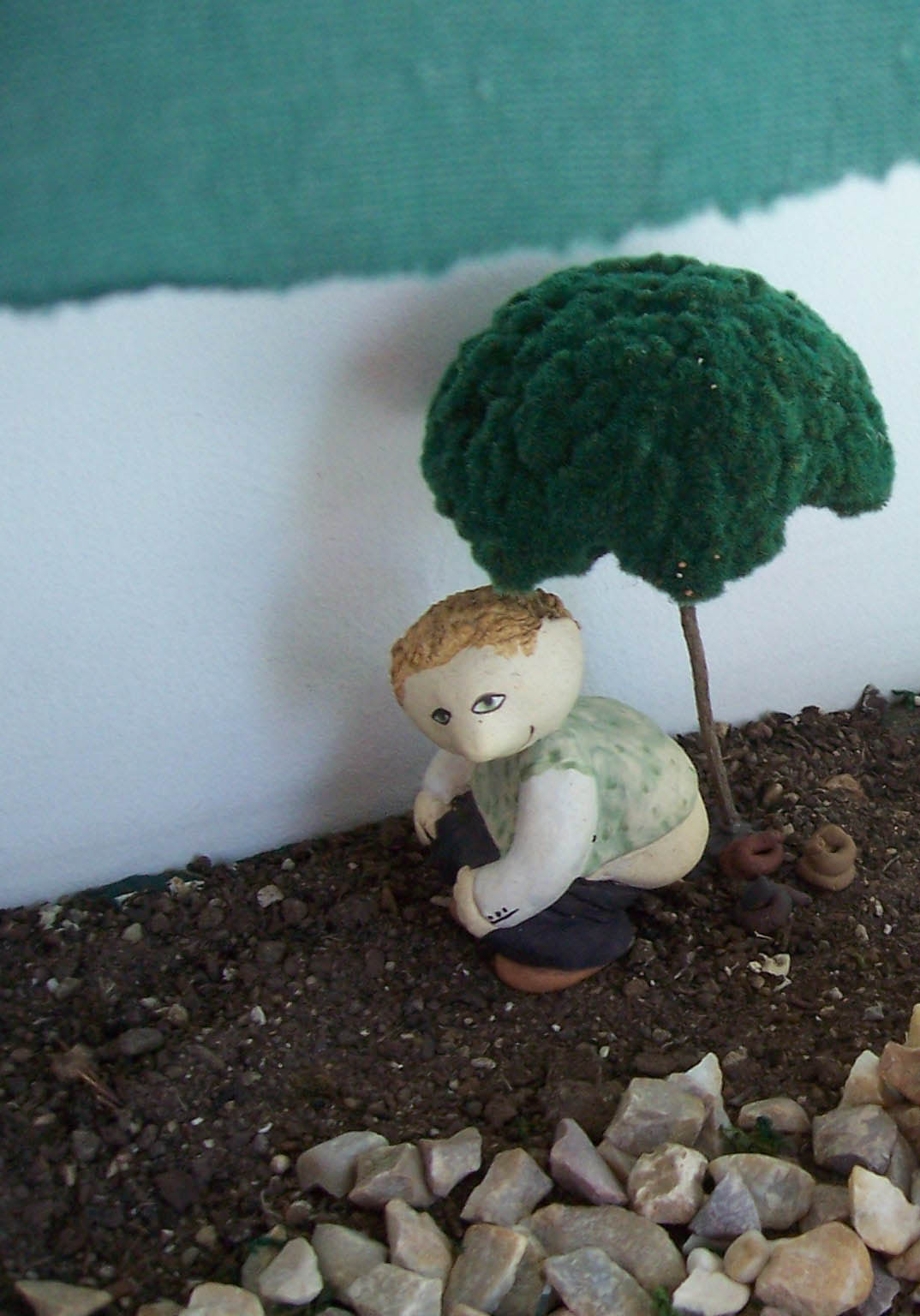
Figureta de persona cagant (caganer)

L'escatologia és la part de la fisiologia dedicada a l'estudi dels excrements i les deixalles corporals com ara la matèria fecal, l'orina, la suor o la menstruació, entre d'altres.
L'estudi mèdic dels excrements es coneix des d'antic i de vegades s'utilitza per a la diagnosi a través d'ells. Permet que es pugui determinar un rang bastant ampli de característiques sobre l'animal que ha efectuat les deposicions, com ara la seva dieta, el lloc on s'ha alimentat i el seu grau de salut, així com la presència d'alguns paràsits intestinals.
A la caça, les deixalles biològiques s'usen per seguir el rastre i trobar animals. Entre animals de la mateixa espècie s'usen per a marcar territori i per a atraure mascles o femelles.

## Etimologia
El terme "escatologia" ve del grec σκώρ (genitiu σκατός, modern σκατό, plural σκατά), que fa referència a les acaballes, els finals, un significat que pren en el sentit religiós (vegeu escatologia), però també pel que fa als excrements.